# Clytie moses
Clytie moses là một loài bướm đêm trong họ Erebidae.